# Георгиос Аверов (броненосен крайцер)
Георгиос Аверов (на гръцки: ΠΝ Γεώργιος Αβέρωφ) e броненосен крайцер и най-известният кораб на гръцкия флот, понастоящем е кораб музей на пристана в Палео Фалиро, близо до Атина, Гърция.

## Построяване
Броненосният крайцер е заложен на стапелите на „Орландо“ в Ливорно през 1907 година като третият кораб от типа „Пиза“ – „Генуа“. Заради недостатъчно средства обаче италианското правителство отказва покупката на кораба и той е продаден на Гърция за 25 милиона драхми (ок. 300 000 британски паунда). 1/3 от сумата е внесена на производителя като аванс, а понеже и в гръцкия бюджет не са предвидени тези средства, то съда се заплаща от представителите на едно от най-богатите гръцки семейства – Аверов. Като признателност за това корабът получава името на основателя на семейството Георгиос Аверов. Крайцерът бил спуснат на вода на 12 март 1910 г., а влиза в строй на 16 май 1911 година.

## Конструкция
Спрямо италианските кораби от този тип „Аверов“ има различни оръдия за главен калибър. Вместо 254-mm италиански оръдия той има по-надеждните 234-mm английски оръдия на „Армстронг, Уитуорт енд ко“, които са поставяни на няколко типа британски броненосци и броненосни крайцери (например типа „Креси“, типа „Дрейк“ и броненосците тип „Кинг Едуард VII“). Оръдията среден калибър (190 mm) са разположени в четири двуоръдейни кули (по две на борд). Крайцерът бил добре брониран и въоръжен кораб, който освен това има и прилична скорост, което го прави опасен съперник за потенциалния противник на гърците – турския флот, което потвърждават и събитията от Балканската война.

## История на службата

### Начало на службата
След встъпването в строй „Аверов“ се отправя към Англия, за да участва в тържествата в Спитхед в чест на коронацията на крал Джордж V. При влизане в пристанището на 19 юни 1911 г. крайцерът засяда на плитчина и получава леки повреди. Докато докува в Англия на кораба избухва метеж на недоволните моряци, който е потушен едва след назначаването на капитан 1-ви ранг Павлос Кундуриотис за командир на кораба, той впоследствие става адмирал и президент на Гърция. След провеждането на коронацията, „Аверов“, през септември 1911 година, за пръв път пристига в Гърция.

### ПрезБалканската война
Крайцерът взема активно участие в Балканската война (1912), като флагмански кораб на флота, под командването на вече контраадмирала Кундуриотис. Задачата на флота била морската блокада на Турция, която да не позволява свободното прехвърляне на войски, както и да защитава гръцкото мореплаване в Егейско море.
През първия етап от войната сравнително силният турски флот действа основно в Черно море срещу България без да рискува въвличане в морски сражения. Възползвайки се от отсъствието на турците, гръцкият флот превзема поредица от острови в Егейско море: Лемнос, Тенедос, Тасос, Имброс, Самотраки, Митилена и Хиос. Крайцерът осигурява прикритие на десантните операции. През октомври 1912 година моряци от „Аверов“, броненосеца „Псара“ и контраторпильора „Нукратуза“ окупират Имброс. На 24 октомври „Аверов“ е начело на ескадра, която бомбардира нос Карабурун при Солунския залив, с което оказва влияние за капитулирането на османския гарнизон в Солун.
На 2 (15) декември 1912 г. България и Сърбия подписват примирие, което позволява на Османската империя да се концентрира в борбата срещу Гърция. На 3 (16) декември турският флот (2 броненосеца, 2 броненосни крайцера) прави опит да свали блокадата на Дарданелите, завързвайки бой с гръцкия флот (броненосен крайцер, 3 броненосеца на бреговата отбрана и 4 ескадрени миноносеца), което сражение става известно като сражение при нос Ели. Крайцерът „Георгиос Аверов“, който е и най-силният кораб в ескадрата, има решаваща роля в сражението. Той заобикаля турската ескадра, минавайки откъм брега, и така поставя турците под кръстосан огън. Главният противник на крайцера е флагманският броненосец на Рамзи бей – „Хайредин Барбароса“ (бивш германски броненосец от типа „Бранденбург“).
Точната стрелба на артилеристите на „Аверов“ нанася на турския флагман сериозни повреди. Поразена е една от кулите на главния калибър, разрушен е носовия артилерийски пост, разбит е мостика и са повредени няколко от котлите. Броненосецът получава голяма пробойна. Гръцкият крайцер, на свой ред, получава пробойна от големокалибрен снаряд около водолинията, попадения в един от комините и спардека. Девет души от екипажа на „Аверов“ с ранени. В края на боя крайцерът дори успява да атакува турския кораб с торпедо, но не улучва. Като резултат на повредите у флагмана и на още два от корабите турската ескадра се оттегля в пролива.
Турският флот обаче не е разгромен и след месец само – на 5 (18) януари 1913 г. – предприема нов опит за сваляне на блокадата. Този път в операцията са въвлечени още по-големи сили – освен 4-те броненосни кораби са включени 2 леки крайцера, 8 ескадрени миноносци и 5 миноносеца. По плана на турското командване лекият крайцер „Меджидие“ трябва да отвлече „Аверов“, а в същото време турската ескадра да атакува слабите гръцки броненосци.
Планът не сработва, гръцкият адмирал не изпраща след турския крайцер най-силния си кораб, което води до сражение на главните сили на флотовете, известно като битката при остров Лемнос (1913). Адмирал Кундуриотис следва тактиката от предишното сражение. Използвайки предимството си в скоростта, той заобикаля турската ескадра и се сближава на 4,5 km с нея. Точната стрелба на гърците нанася сериозни поражения на големите турски кораби. На „Хайредин Барбароса“ е взривена централната кула на главния калибър, а още една е изведена от строя. На еднотипния „Торгут Рейс“ също е повредена една от кулите. И на двата кораба избухват пожари.
След като основните сили на турците получават сериозни повреди, те започват отстъпление към Дарданелите, преследвани от „Аверов“. Близо до пролива крайцерът поврежда със стрелбата си броненосния крайцер „Ассари Тевфлик“. По време на боя „Георгиос Аверов“ получава 10 попадения от турските кораби, без те да нанесат сериозни повреди или загуби. Битката завършва с пълна победа на гръцкия флот и доказва превъзходството на съвременните броненосни крайцери срещу остарелите типове додреднаутни броненосци.
На 22 май българска военна делегация посещава кораба в Солунското пристанище. Един от тях, генерал Христофор Хесапчиев пише в спомените си:
| „     | Офицерите любезно ни разведоха навсякъде по броненосеца, обръщайки особено вниманието ни на незаздравените още многобройни рани на „Аверов“. Получените удари бяха не само от малокалибрени, но и от 28-сантиметрови снаряди. Комините на много места продупчени, две 7 1/2 оръдия сплескани при дулото, голямото 19-сантиметрово оръдие също сплескано по средата; една граната проникнала в кабината на един офицер и закачената му куртка обърната в дрипи от гранатните парчета. Според някои сведения, десет дни по-рано, на 12 май 1913 г. начело на ескадра „Аверов“ се явява край Кавала и е обстрелян от българска артилерия. | “ |
| [ 4 ] | |   |

### ПрезПървата световнаиГръцко-турскатавойни
Независимо че Гърция влиза в Първата световна война едва през 1917 г., нейната територия се използва от съюзниците още от 1915 г. Тъй като командването на Антантата не е убедено в надеждността на гръцката армия и флот, то решава да се застрахова допълнително. През 1916 година крайцерът „Георгиос Аверов“ е фактически окупиран от Франция. С официалното встъпване във войната на Гърция, крайцерът, като част от общата съюзна ескадра, действа в Средиземно море против австро-унгарския и турския флот. След капитулацията на Османската империя „Аверов“ тържествено пуска котва в Цариград.
След края на Първата световна война почти веднага избухва Гръцко-турската война, в която гърците, възползвайки се от слабостта на Турция, се опитват да завладеят част от Мала Азия и европейските провинции на бившата Османска империя, заедно с Цариград. Тъй като турският флот е неутрализиран, гръцките кораби имат за основна цел обстрела на крайбрежията и транспортното обезпечаване на сухопътните войски. От 1921 година обаче войната не се развива успешно за гърците, които в крайна сметка се изтеглят. „Георгиос Аверов“ взема участие в обмена на гръцко-турско население и евакуация на войските от Мала Азия.

### Служба между войните. Метежа от 1935 година
След войната „Георгиос Аверов“ продължава да е флагман на гръцкия флот. През периода 1925 – 1927 г. той е модернизиран във Франция. На кораба е поставена зенитна артилерия, сменена е фокмачтата и системата за управление на огъна. Демонтирани са торпедните апарати. През 1935 година екипажът на кораба се присъединява към метежа против генерал Георгиос Кондилис, който прави опит за реставриране на монархията. Матросите на кораба успяват да завземат арсенала в Пирея, но се връщат на кораба заради липса на подкрепа от сухопътни части. По време на престрелката с батареите на бреговата отбрана „Аверов“ и присъединилия се към него лек крайцер „Ели“ нанасят повреди на пристанището и на няколко ескадрени миноносеца.
След като напуска Пирея „Аверов“, начело на метежната ескадра от 2 крайцера, 2 есминеца, миноносец и 2 подводници, се насочва към Крит. Към това време гръцкото правителство обявява корабите на метежниците за пирати. На път за Крит „Аверов“ сваля със зенитките си два правителствени хидроплана. На 3 март 1935 г., с помощта на корабите, е превзет Крит, а след това и островите Хиос, Самос и Лесбос. Зенитчиците на крайцера свалят още два хидросамолета. В средата на 1935 г. става ясно, че метежът ще се провали и „Аверов“ с лидерите на метежа се насочва към Додеканезките острови, принадлежащи на Италия. След като ги оставя, на 13 март крайцерът се връща в Пирея и се предава на властите. Скоро след това в Гърция е възстановена монархията.

### През Втората световна война и края на службата
През април 1941 г. немските войски нахлуват в Гърция. Бързата окупация на страната кара флота да се пребазира в Крит, а след това и в Александрия. Тогава екипажът, пренебрегвайки заповедите на командването, отказва да потопи кораба. „Аверов“ успешно се измъква от атаките на немската авиация и под английско командване е насочен в Индийския океан, където до края на 1942 година носи конвойна служба, базиран в Бомбай. През 1943 година корабът се връща в Египет и е базиран в Порт Саид. След освобождението на Атина, на 17 октомври 1944 година, той докарва в Гърция гръцкото правителство в изгнание. Командир на кораба е синът на прославения адмирал – Теодорос Кундуриотис.
До 1952 г. крайцерът се използва като щабен кораб, след това е отнесен към резерва на флота. През 1984 година командването на ВМФ на Гърция решава историческият кораб да бъде превърнат в кораб музей.

## Съвременен статус
Крайцерът стои на вечна стоянка в предградието на Атина – Палео Фалиро, рамо до рамо с другите знаменити гръцки кораби-музеи – репликата на гръцката трирема „Олимпия“ и разрушителя „Велос“. Корабът влиза в състава на ВМФ и другите кораби на ВМФ на Гърция са задължени да му отдават чест при преминаването си през залива Фалиро.